# Žbevnica
Žbevnica este o arie protejată (sit de importanță comunitară — SCI) din Croația întinsă pe o suprafață de 231,21 ha, integral pe uscat.

## Localizare
Centrul sitului Žbevnica este situat la coordonatele 45°27′47″N 14°00′51″E / 45.462992°N 14.014243°E.

## Înființare
Situl Žbevnica a fost declarat sit de importanță comunitară în iulie 2013 pentru a proteja 1 specie de plante.

## Biodiversitate
Situată în ecoregiunea mediteraneană, aria protejată conține 1 habitat natural: Pajiști uscate din regiunea submediteraneeană estică (Scorzoneratalia villosae).
La baza desemnării sitului se află o specie protejată de  plante: Klasea lycopifolia.